# ボローニャ・プロセス

ロゴ

加盟地域

ボローニャ・プロセスとは、高等教育における学位認定の質と水準を国が違っても同レベルのものとして扱うことができるように整備するのを目的として、ヨーロッパ諸国の間で実施された一連の行政会合および合意のことである。ボローニャ協定、およびリスボン認証条約により、このプロセスはヨーロッパ高等教育圏を作り出すことになった。名称は提案された地名であるボローニャ大学にちなんでいる。ヨーロッパ統合のための施策の一部をなすものとして、1999年に29のヨーロッパ諸国の教育相により、ボローニャ宣言への調印が行われた。
欧州評議会欧州文化条約により他の国も調印できるようになった。さらなる会合が2001年にプラハで、2003年にベルリンで、2005年にベルゲンで、2007年にロンドンで、2009年にルーヴァンで行われた。
ボローニャ宣言の署名前の1988年に、大学大憲章 (Magna Charta Universitatum) がボローニャ大学900年記念祭を祝う学長会議で発行されていた。ボローニャ宣言の1年前、1998年に、「ヨーロッパの高等教育システムを調和させる」ことに尽力するため、パリでフランス教育相クロード・アレグレ、ドイツ教育相ユルゲン・ルッツガース、イタリア教育相ルイジ・ベルリンゲル、イギリス教育相テッサ・ブラックストーンがソルボンヌ宣言に調印していた。
ボローニャ・プロセスには現在、47カ国が参加し、49カ国が調印している。

## 調印国
ボローニャ協定に調印している国はヨーロッパ高等教育圏に参加したことになる。
- 1999年から: オーストリア、ベルギー（フラマン語共同体とフランス語共同体が別個に）、ブルガリア、チェコ、デンマーク、エストニア、フィンランド、フランス、ドイツ、ギリシャ、ハンガリー、アイスランド、アイルランド、イタリア、ラトビア、リトアニア、ルクセンブルク、マルタ、オランダ、ノルウェー、ポーランド、ポルトガル、ルーマニア、スロバキア、スロベニア、スペイン、スウェーデン、スイス、イギリス
- 2001年から: クロアチア、キプロス、リヒテンシュタイン、トルコ、欧州委員会
- 2003年から: アルバニア、アンドラ、ボスニア・ヘルツェゴビナ、バチカン、ロシア、セルビア、マケドニア
- 2005年から: アルメニア、アゼルバイジャン、グルジア、モルドバ、ウクライナ
- 2007年から: モンテネグロ
- 2010年から: カザフスタン
- 2015年から: ベラルーシ

EU加盟国は全てプロセスに参加しているが、欧州委員会自身も調印している。このためモナコとサンマリノが欧州評議会で唯一ボローニャ・プロセスを採用していない国となった。ベラルーシも参加資格がある。
他にもプロセスに後から参加した組織がある。ヨーロッパ学生連盟 (ESU)、ヨーロッパ大学協会 (EUA)、ヨーロッパ高等教育機関協会 (EURASHE)、教育インターナショナル (EI)、ヨーロッパ高等教育品質保証協会 (ENQA)、ヨーロッパ産業連盟 (UNICE)、欧州評議会、UNESCOである。ヨーロッパネットワーク情報センター (ENIC)、全国学術承認情報センター (NARIC)､ヨーロッパ大学院連盟 (EURODOC) も関連団体である。

## 参加を拒否された国と団体
5つの国・団体がボローニャ・プロセス参加を申請したが、今のところ拒否されている。

### キルギスタン
キルギスタン共和国は2004年にリスボン認証条約を批准したが、欧州評議会欧州文化条約の締結国ではなく、現在判明している限りではこの条約の地理的枠組みを拡大することは検討されていない。ベルリンで規定された基準によると、キルギスタンは明らかにボローニャ・プロセス参加資格を満たさないことになる。

### イスラエル
イスラエルは欧州評議会欧州文化条約を締結しているが、オブザーバー資格である。ゆえにイスラエルは欧州文化条約に含まれる欧州評議会の運営委員会、例えば高等教育研究委員会(CDESR)の会合などにはオブザーバーとして参加できる。イスラエルは地理的にヨーロッパの一部ではない一方、UNESCOヨーロッパ地域の一部ではある。イスラエルはリスボン認証条約にも調印している。ベルリンコミュニケで規定された基準によると、イスラエルはボローニャ・プロセスに参加する資格がない。

### コソボ
コソボは欧州評議会欧州文化条約に参加していない。コソボを国家として承認している国もあるが、国際公法においてコソボが一方的に脱退したとされるセルビア共和国の支配下にあるのかは議論があるところである。ゆえにコソボは当面の間、ボローニャ・プロセスの一員となることはできない。

### ベラルーシ
ベラルーシは欧州評議会欧州文化条約に参加している。ボローニャ・プロセスの参加申請を行っているが、ベラルーシにおける学問の自由への取り組みに疑問があるという理由で2012年に参加を拒まれた。2015年から参加している。

## ヨーロッパ高等教育圏の学業資格に関する枠組み
基本的な枠組みとしては、高等教育で取得できる資格について3サイクル制をとっている。2005年のベルゲンでの会議において教育相が採用した学位枠組みによると、学位は学業成果により規定される。これはつまり、学生が学位修了にあたり何を理解し何をすることができるかを規定している。サイクルを記述するにあたり、この枠組みはヨーロッパ単位互換評価制度 (ECTS) を活用している。
- 第一サイクル:通常は180-249のECTSクレジットを取得し、ふつうは学士号 (bachelor's degree) を授与される。ヨーロッパ高等教育圏は優等学士プログラムを導入しなかった。優等学士プログラムとは、卒業生が（英、豪、カナダなどで授与されるものと同等の)「優等学士」(BA hons) として卒業できるコースであり、英豪などの法規においてはこの学位を持つ卒業生は修士号をとらずに博士課程に進むことができる。
- 第二サイクル:通常は90-120（最小60）のECTSクレジットを取得し、ふつうは修士号 (master's degree) を授与される。
- 第三サイクル: 博士号 (doctoral degree) であり、ECTSの単位規定はない。

ほとんどの場合、それぞれ学士号を取得するのには3-4年、修士号には1-2年、博士号には3-4年かかる。実際の学位名は国により異なる。
1学年は60ECTSクレジット、1500-1800時間の学業に相当する。

## 目的
ボローニャ・プロセスは、現代のグローバル化しますます複雑化する社会が非常に厳正な学位へのニーズを有している状況の中で、高等教育研究への公的責任、高等教育管理、高等教育研究の社会的次元、高等教育研究と価値と役割といった問題に応答するという明確な目的のために行われた主要な改革であった。
ボローニャ・プロセス施行により、ヨーロッパ諸国の高等教育システムは以下のように再編されることとなる。
- さらなる学業や雇用を求めてある国からヨーロッパ高等教育圏の他の国に移動するのが容易になる。
- ヨーロッパの高等教育がさらに魅力あるものになり、非ヨーロッパ諸国からも多くの人々がヨーロッパへ学問や仕事のためにやってくる。
- ヨーロッパ高等教育圏のおかげでヨーロッパには広範で質が高く進んだ知識基盤が整備され、先端的なヨーロッパの研究分野のおかげで、安定して平和的で寛容なコミュニティとしてのヨーロッパのさらなる発展が確実になる。
- ヨーロッパの高等教育がアメリカのシステムから一定の側面を取り入れるため、アメリカ合衆国とヨーロッパにおいてより大規模な収斂が見られる。

## 批判
新しい変更点は、大陸ヨーロッパのほとんどよりはUKやアイルランドのモデルに近い。多くの国において、ボローニャ・プロセスは批判なしには施行されなかった。

### 経済的側面
ボローニャ・プロセスについては学者の側から多くの懐疑論や批判があった。代表的なものとしては、アムステルダム自由大学のクリス・ローレンツ教授の議論などがある。

### 学問的側面
大陸ヨーロッパの多くでは、以前の高等教育システムはドイツ型のモデルをとっていた。ドイツ型では職業教育と学問的高等教育の間にはっきりとした違いがある。またドイツ型の大学においては学生が最初に取得する学位は修士レベルのもの（ドイツにおいてはマギスターやディプローム）であった。このため、昔からある工学系の学位(engineer's degree)が大きな影響を受けた。既存の学位課程を学士課程と修士課程に分割することは以下のような場合で問題を起こしうる。
- 3年間の学士課程はさらなる教育を視野に入れたものではないので、さらに進んで修士号も取得したい学生は不利になる。
- 修士号が専門エンジニアの最小限の資格として実務上は従来型学位のかわりとなるだけである。
- 学士号は修士号に続く準備をするだけであり、学士号だけで大学教育を終えた者は労働市場において評価されないおそれがある。

結果的に、職能団体との合意により、資格の再評価が行われることになる。
1年間に60ECTSクレジットというのは年間1500から1800時間が学業のために使われることを意味する。しかしながら、ボローニャ・プロセスは学期については標準化しなかったため、必然的に異なる学期の長さにより1期あたりの学業負担が異なるという事例が出てくる。さらに、ECTSクレジットシステムにもとづいて単位互換をするプロセスからも不均衡が生じうる。コースあたりの全学業負担の評価についても、新しいシステムにコースを変換するプロセスについても、何と何が同じであるのか一元的に規定する権威を持った機関はない。このため、大学によって実質的な学業負担は異なり、国ごとに違った教育システムを持つ諸国の間では違いは明らかである。
学位のみで教育内容を標準化しないプロセスが学位をとりたい学生に不利になりうるということはたやすく考えられる。規定以上の学業をする必要があるとして行った学生についても、以前そうであったようにそれ自体の成績によって評価されるのではなく、取得学位が他の資格といっしょくたに同等とされてしまうことがありうるからである。同時に。各国における高等教育をとりまく態度や教育理念の違いにより、国ごとに(同じ国においても違う機関ごとに)規定の修業年限が違うものを意味する。ある国では全ての学位取得希望者が同じ期間で学業を修了し、よくできる学生はおそらく早く修了し得るが、別のところではコースの「長さ」は伝統的に修了最短年限であり、下で解説するフィンランドの事例のように必ずしも誰でも修了できるというものではない。

### 付帯条項
ボローニャ・プロセスと同時に他の改革も行われ、付帯条項として施行された。こうした改革はボローニャ・プロセスを施行する最小限の準備に必要なものを大きく超えており、授業料の導入、学科の総点検、大学の組織変革などを含む。こうした改革は不要、教育の質の悪影響を与える、また非民主的ですらあると批判されている。
例えば、フィンランドにおいては、公式な目標は学生の成績を良くし、厳しい基準を導入することでより早く学位取得ができるようにすることである。しかしながら、ヘルシンキ工科大学ではほとんど(85%)の学生は2年間で120クレジットを取得するという公式目標を達成できていない。平均は81クレジットである。ボローニャ・プロセス施行後に、学業給付金を受けられる最小規定単位を取得できなかった学生の数は40%増えた。

## 各国の事情
ボローニャ・プロセスはEUと非EU国の政府間合意によっている。ゆえに、EUで規定された法規という位置づけではない。さらに、ボローニャ宣言は条約や協定ではないので、調印国に法的義務はない。参加・協力及びその度合いは完全に加盟国にまかされている。
ボローニャ・プロセスは、ドイツやイタリアの音楽学生を救う側面もあった。２０世紀では「学士」「修士」と明記されてなかったために、多くの国家では専門学校を卒業したのと同じ扱いになることがしばしばあり、ダブルスクールで学士を得た音楽学生もいた。このような学歴の不平等を、ボローニャ・プロセスは確実に解消した。
ボローニャ宣言はEUの諸機関の内外で起草されたにもかかわらず、欧州委員会はボローニャ・プロセスの施行にますます重要な役割をしめるようになっている。欧州委員会は、チューニングプロジェクトやTEEPプロジェクトを含む、教育品質保証につながるヨーロッパのプロジェクトを支えている。ほとんどの国は現在のところ、枠組みに合わせずに昔から続く伝統システムを採用しているが、ボローニャ・プロセスは相互の学位を認めるという2国間・2機関間の合意など多くの影響ももたらしている。しかしながら、ボローニャ・プロセスは今や資格取得にかかる年月に関しては厳格な収斂から離れつつあり、能力を基盤とするシステムに移っていっている。システムは学部生と大学院生に分けられ、学士号は前者、修士号と博士号は後者となる。
ヨーロッパ大陸においては5年以上かけて最初の学位をとるのは、ごくふつうであった。このため、多くは学業を完了しない。こうした国の多くでは今では学士レベルの資格を取り入れつつあるため状況は変化している。ボローニャ・プロセスが施行されるにつれて各国間の遅延は迅速に変わっていっているため、悪い側面というばかりではない。
ロシアの博士号取得年齢は25歳だが、ドイツとイタリアとフランスでは26歳になるため、1年のズレは度々話題になる。ボローニャ・プロセス以前は、11+5+4年制でヨーロッパと同一年度に設計されていたものの、現在のロシアは11+4+4年制のため、1年少ない。
国と高等教育システムの発展に拠って、ECTSが導入されたり、学位システムの構造や資格、高等教育のマネジメントや財政管理、流動性のあるプログラムなどが議論されたりしている。機関のレベルでは改革は高等教育機関、その学部や学科、学生やスタッフの代表者、その他多くの意志決定参加者を巻き込んでいる。優先順位は国ごとにも機関ごとにも異なる。